# Stejskal (rybník)
Rybník Stejskal  o rozloze vodní plochy 13,2 ha se nalézá asi 2,0 km jihozápadně od centra města Libáň v okrese Jičín. Hráz rybníka je přístupná po polní cestě odbočující ze silnice II. třídy č. 280 ve vesnici Kozodírky.
Rybník je využíván pro chov ryb.

## Galerie

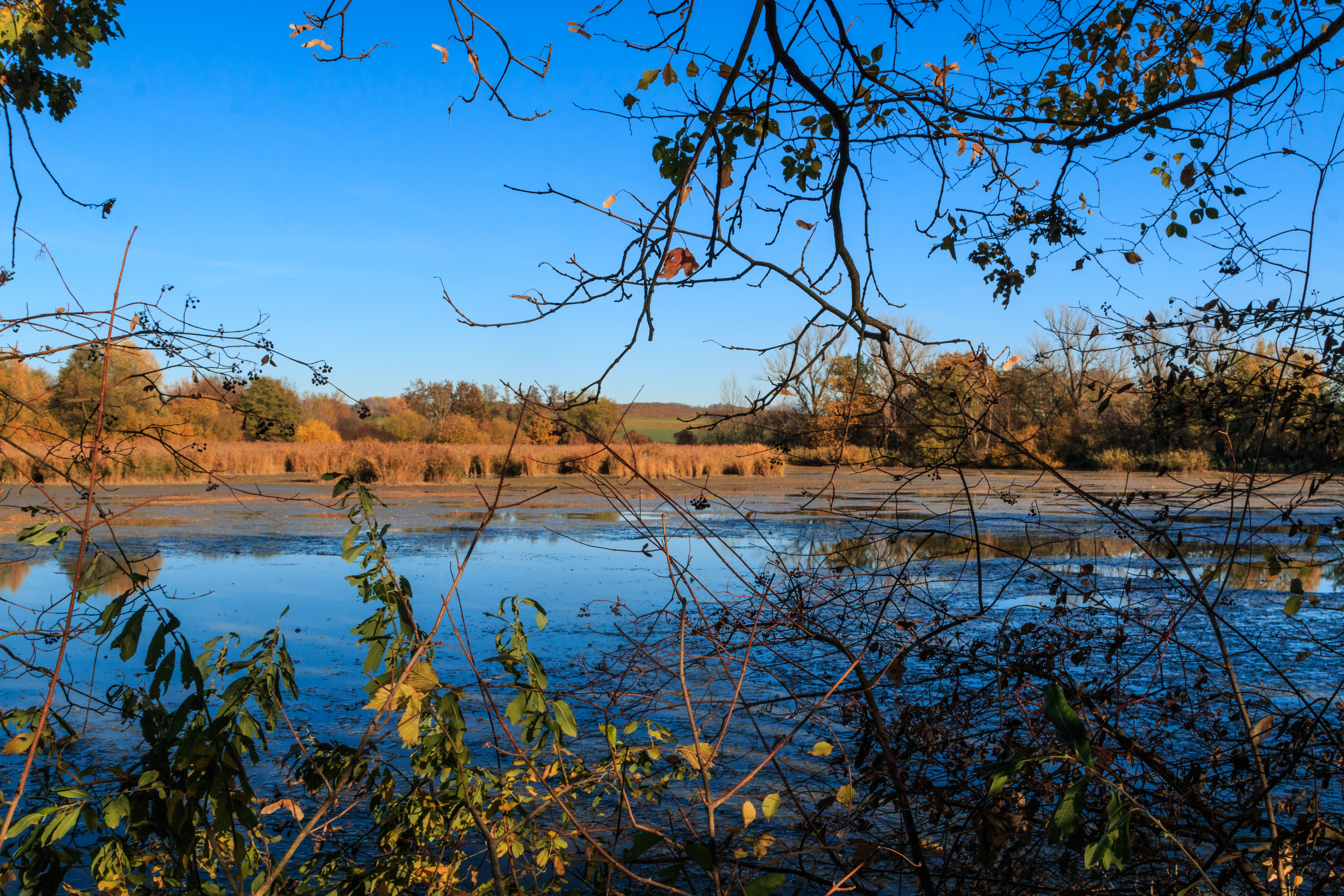
Pohled na rybník Stejskal
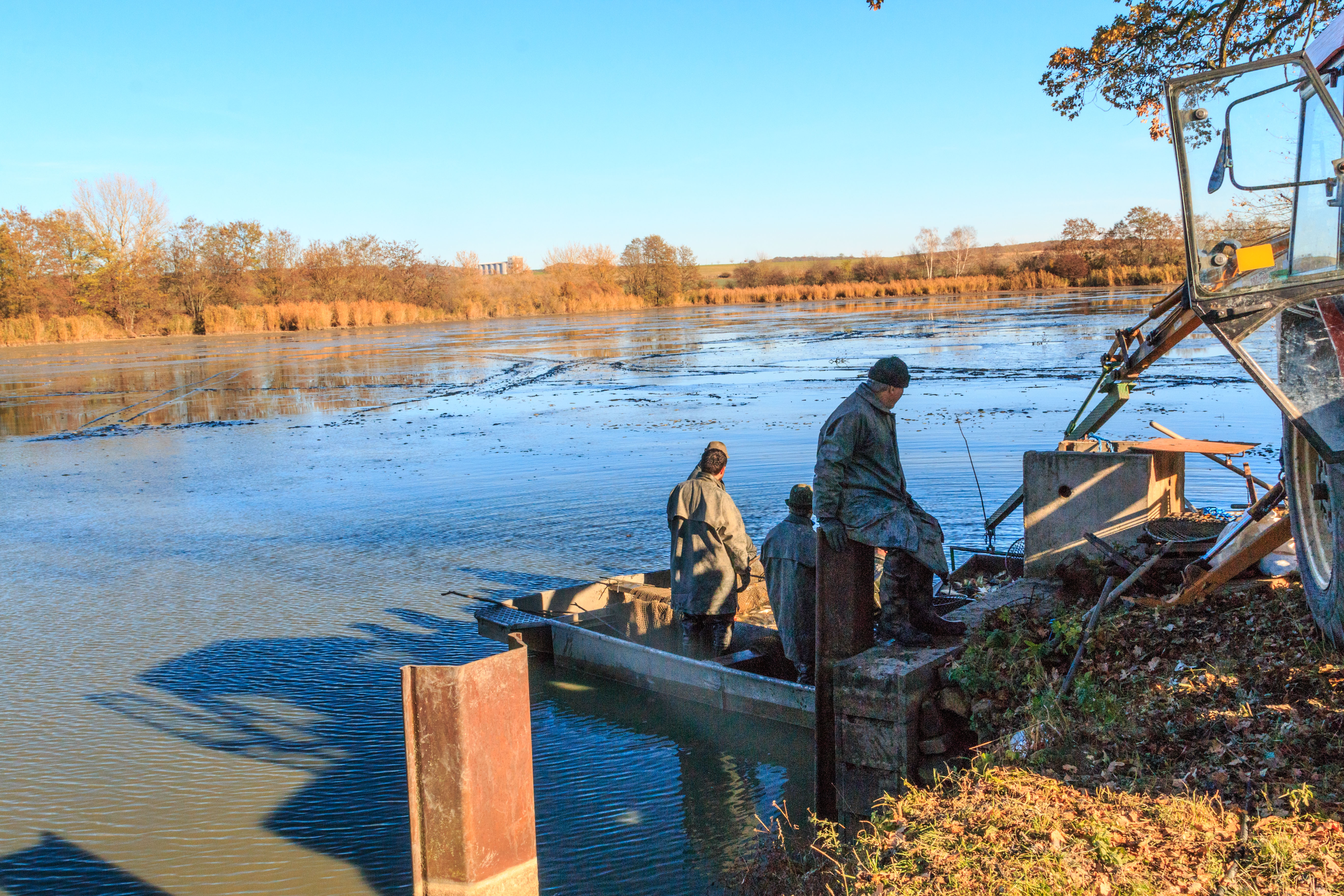
výlov rybníka Stejskal
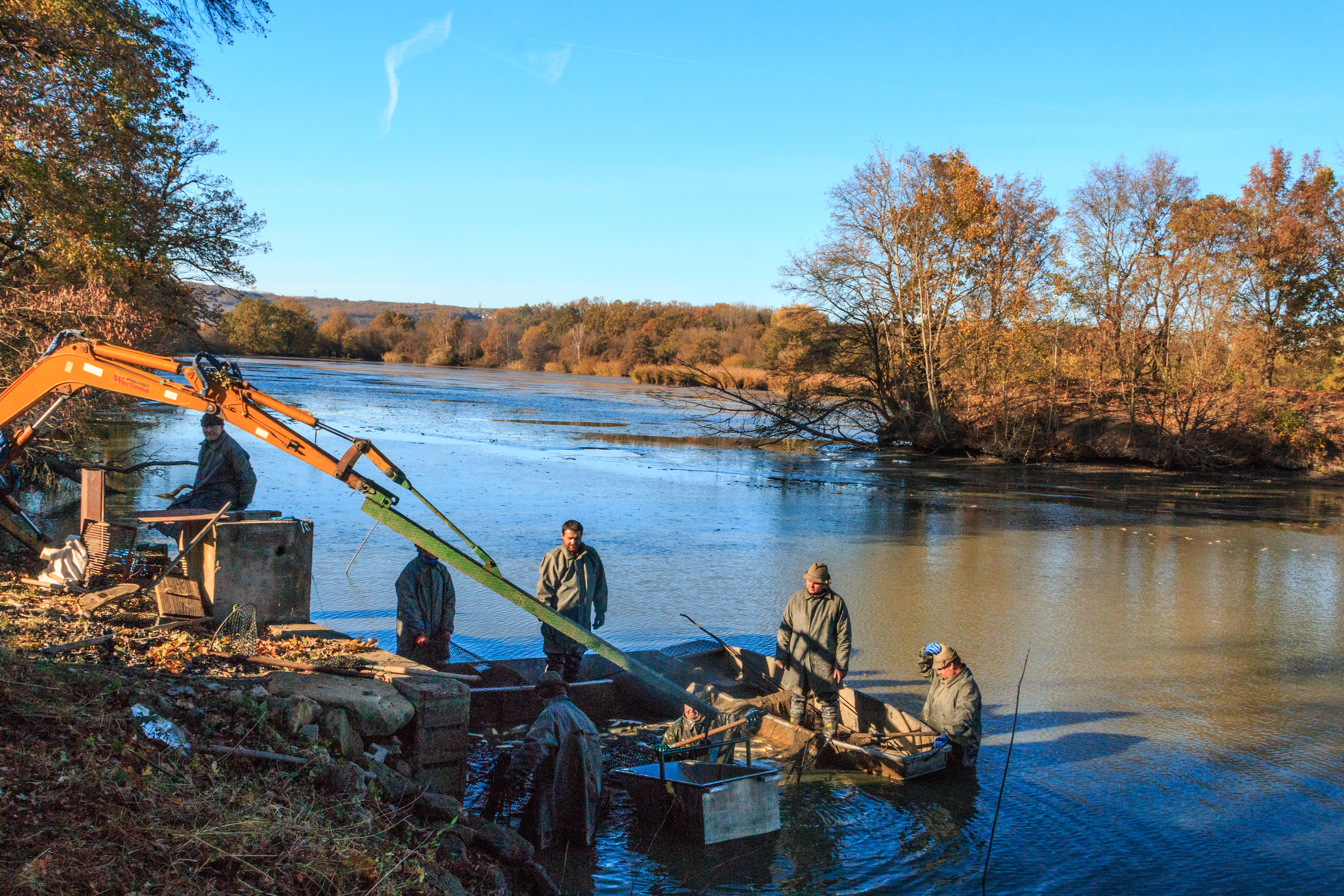
výlov rybníka Stejskal
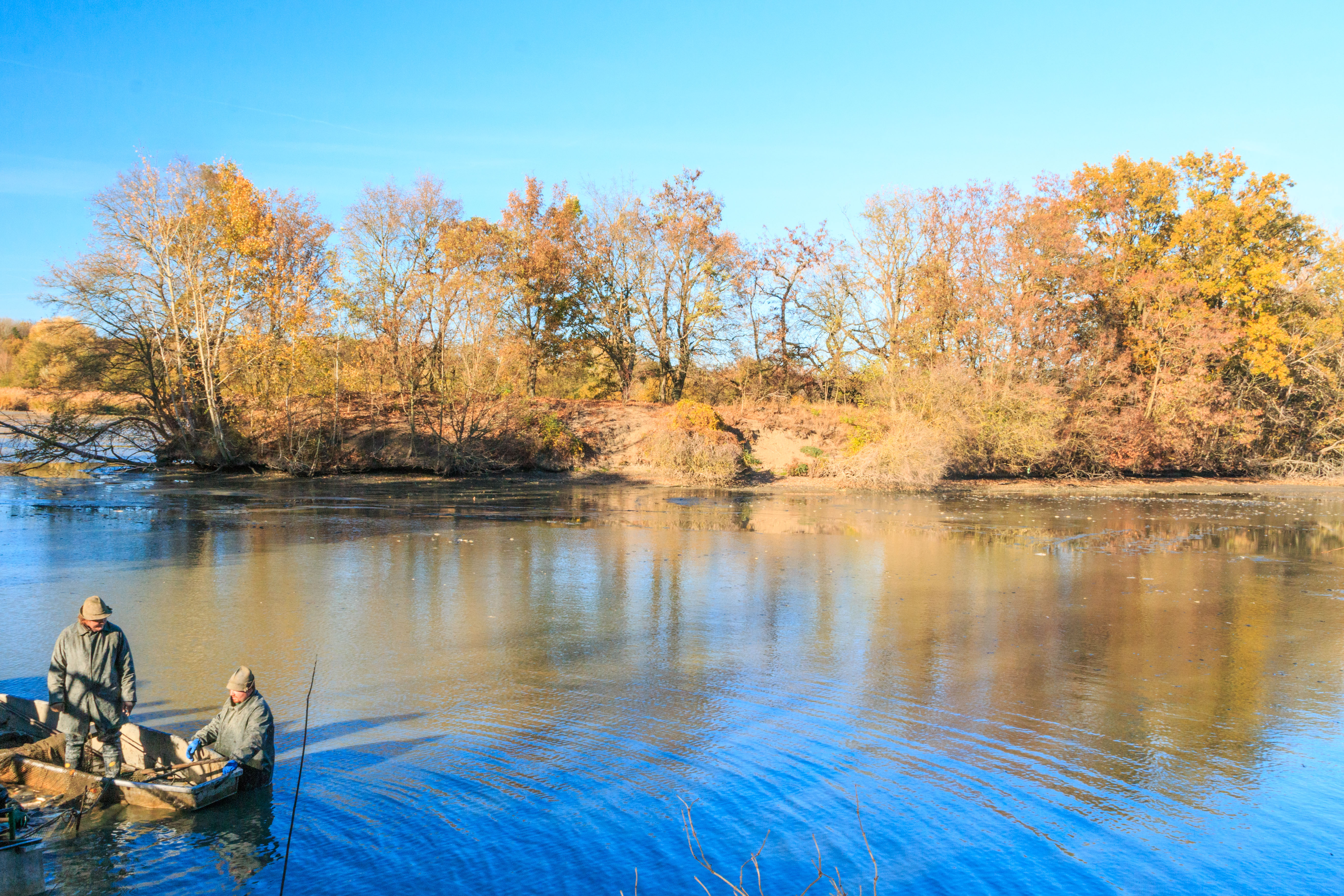
výlov rybníka Stejskal
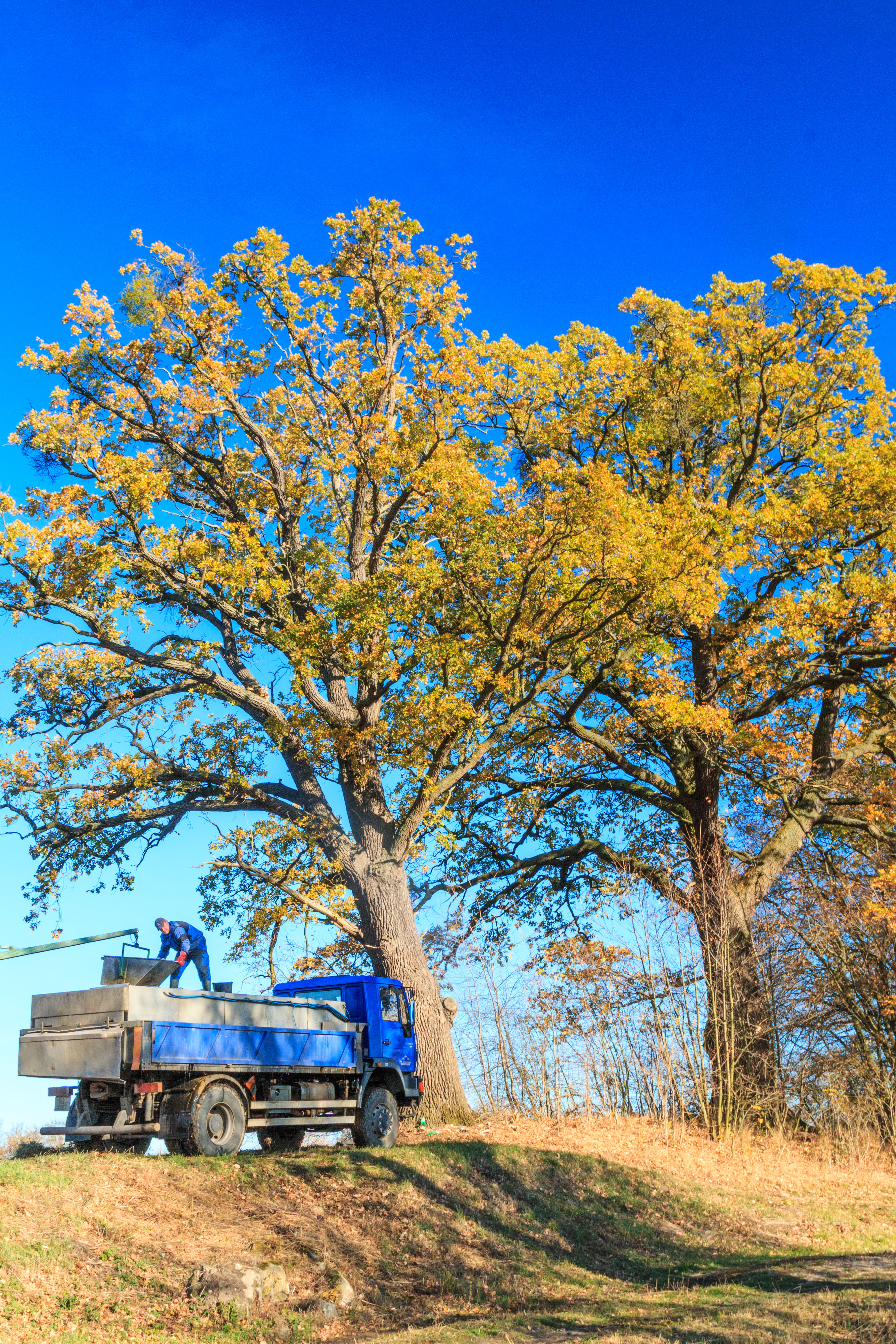
výlov rybníka Stejskal